# The Broken Habanas
The Broken Habanas är ett album av det svenska bandet Atomic Swing, utgivet 2006.

## Låtlista
| Nr  | Titel                 | Längd |
| --- | --------------------- | ----- |
| 1.  | The Flasher           | 4:32  |
| 2.  | Pilgrim               | 3:45  |
| 3.  | Dream On              | 4:42  |
| 4.  | Venus Addiction       | 6:21  |
| 5.  | Chocolates and Candy  | 3:57  |
| 6.  | Dying to Live         | 5:52  |
| 7.  | So Mystifying         | 5:28  |
| 8.  | Lovin' Out of Nothing | 4:05  |
| 9.  | Dreamer's Battlefield | 3:27  |
| 10. | All Up to You         | 4:36  |